# Guerra luso-leonesa (1167-1169)
La guerra luso leonesa del 1167 al 1169 fue un conflicto militar librado entre el Reino de León y el Reino de Portugal. Esta guerra empezó y finalizó en el marco de la Reconquista, donde los reinos cristianos expulsaron a los numerosos reinos musulmanes de la península ibérica. Cabe recalcar que el proceso de Reconquista no fue una guerra o conflicto lineal, sino que contó con treguas, tratados de paz y alianzas entre los reinos cristianos y musulmanes, así como también hubo guerras entre reinos cristianos y guerras civiles en los califatos musulmanes.
La guerra surgió durante los reinados de Fernando II de León y Galicia y de Alfonso I de Portugal.

## Antecedentes
Con la muerte del rey D. Sancho III de Castilla en agosto de 1158, Alfonso VIII, entonces todavía un niño de cuatro años, le sucedió en el trono, lo cual dejó al reino vulnerable ante las ambiciones del rey Fernando II de León. En diciembre de 1160, Fernando II se reunió con Alfonso en Cela Nova y este encuentro parece haber desembocado en un pacto o alianza entre ambos monarcas, mediante el matrimonio del rey de León con la hija de D. Alfonso, el cual garantizaba al rey leonés la seguridad en su frontera occidental mientras éste se ocupaba de los asuntos castellanos en el este. El pacto duró poco debido a la fundación en 1160 de la Ciudad Rodrigo, en la frontera portuguesa, por D. Fernando II. Los habitantes demostraron ser malos vecinos y sin escrúpulos no sólo con las ciudades vecinas leonesas sino también con los portugueses, cuyas fronteras fueron irrespetadas, saquearon pueblos y usurparon tierras. Las ciudades de Salamanca y Ávila protestaron ante D. Fernando II e incluso se rebelaron, pero la rebelión fue sofocada por el rey en 1162. Las transgresiones en territorio portugués llegaron a desembocar en que cinco años después, Alfonso Henríquez declaró la guerra a su nuevo yerno, poniendo así fin a la paz que duraba desde el Tratado de Zamora, firmado en 1143. También, con esta nueva guerra, el conde portucalense buscó venganza de sus fracasadas campañas sobre Galicia.

## Desarrollo del conflicto
Tras la declaración de guerra al Reino de León por parte del Reino de Portugal, las fuerzas lusas comandadas por el Infante Don Sancho comenzaron una incursión sobre territorio leonés,  concretamente, sobre la recién fundada ciudad de Ciudad Rodrigo, sin embargo, el ataque no tuvo éxito y muchos soldados portugueses quedaron como prisioneros de guerra. El infante Don Sancho logró escapar de la zona de combate pero no pudo rescatar a muchos de sus hombres, que quedaron en cautiverio. El rey de León Fernando II liberó a los prisioneros portugueses, sin embargo, no firmó la paz con el Reino de Portugal. Alfonso I, no contento con esto, decidió iniciar una segunda campaña, esta vez en suelo gallego.
El rey portugués se acercó entonces a la frontera gallega personalmente junto a su ejército y comenzó la ofensiva. La ciudad de Tuy fue tomada, siendo vandalizada la catedral, pues en la catedral se había reunido la guarnición de la ciudad para resistir a los portugueses. Desde Tuy, el rey portugués pasó a los territorios de Toronho y Límia, que fueron ocupados. Se impuso un asedio al castillo de Sandino, propiedad de los monjes de Celanova, pero una tormenta violenta azotó a las huestes portuguesas haciendo que las operaciones militares resultaran canceladas. Los monjes de Celanova atribuyeron este acontecimiento a la intervención de San Rosendo, su patrón.
Rápidamente se construyó un castillo en Cedofeita, cerca de Celanova. Mientras tanto, más al sur, en la primavera de 1169 Geraldo Geraldes, un famoso líder que conquistó los castillos musulmanes en la frontera con las taifas moras, sitió la ciudad de Badajoz, sin embargo, no contaba con el suficiente número de soldados para continuar el ataque, por lo que pidió ayuda a Alfonso, probablemente cuando aún se encontraba en Galicia. Tras instalar guarniciones en las nuevas conquistas, Alfonso Henríquez se retiró hacia el sur. El castillo de Cedofeita fue rápidamente atacado por Fernando II y, cuando un rayo cayó sobre la torre principal, la guarnición se rindió.

### Asedio de Badajoz
La ciudad de Badajoz fue una de las fortalezas almohades más importantes del al-Ándalus. Debido a los constantes ataques y conflictos internos, los alrededores de Badajoz quedaron despoblados. Los habitantes de Badajoz pagaron parias (tributo) al rey de León a cambio de protección, y se estipuló entre Alfonso Henríquez y Fernando II que la conquista de la ciudad quedaría en manos de León.
Mientras Fernando luchaba en Galicia para recuperar los castillos y territorios ocupados por los portugueses, Alfonso llegó al frente de Badajoz junto a sus huestes. Los defensores musulmanes de Badajoz quedaron atrapados en la fortaleza, sin embargo, terminaron siendo rescatados por el rey de León, a quien habían pedido ayuda. El rey leonés comenzó a asediar a los sitiadores portugueses y, cuando Alfonso intentó pasar la puerta de la ciudad con sus hombres, a caballo, se rompió una pierna al golpear uno de los cerrojos, siendo posteriormente capturado por los leoneses, en Caia.La captura del rey portugués resultó decisiva y se puso fin a las hostilidades.